# АКСМ-А420
АКСМ-А420 — белорусский гибридный автобус производства Минского завода «Белкоммунмаш». Модификация АКСМ-А4202К находится в опытной эксплуатации в Минске и Слуцке.

## Описание
Автобус имеет два дизельных двигателя (по другой информации, двигатель один), расположенных на заднем ведущем мосту электропортального типа. Дизель-генераторная установка мощностью 120 кВт производит электричество, которое питает мотор-колёса и небольшой суперконденсатор для накопления электроэнергии. Подвеска автобуса пневматическая. По заявлению завода-изготовителя, А4202К на 26-30 % экономичнее дизельного автобуса аналогичной длины и вместимости. В автобусе предусмотрены USB-разъёмы для зарядки мобильных устройств, кондиционер, камеры видеонаблюдения. Имеет 29 сидячих мест, общая пассажировместимость — 79 пассажиров. Максимальная скорость — 70 км/ч. Полная масса — 18 т.
Модель АКСМ-А420 была впервые представлена в 2012 году.

## Эксплуатация
В июле 2019 года автобус был замечен в Минске на маршруте № 147. 31 июля 2019 года один автобус был передан автобусному парку Слуцка в опытную эксплуатацию. Ещё один автобус находится в опытной эксплуатации в Минске.